# 頻哪醇
频哪醇（Pinacol）是一种有机化合物，性状为白色固体。

## 制备
该化合物可从丙酮作为底物，通过频哪醇偶联反应获得：

## 相关反应与应用
作为一种邻二醇，它可以通过频哪醇重排反应为频哪醇酮，例如：和硫酸加热反应。 反应的关键步骤是碳正离子的1,2-重排反应。

### 反应机理
1. 两个羟基中之一结合质子之后形成鎓盐脱去一分子水，形成碳正离子；
2. 迁移能力更强的一个基团发生1,2-重排，碳正离子转移至氧原子连接的碳原子上；
3. 羟基电荷转移脱去质子，形成碳氧双键，反应结束。

- 第1步中，倾向生成稳定的碳正离子中间体，因此级数较高的碳上的羟基容易脱去。
- 第2步中，给电子性大的基团更易迁移，因此芳基比烷基易于迁移，烷基易于氢迁移。

频哪醇还可用于和硼烷或三氯化硼反应得到有用的合成中间体，如：频哪醇硼烷、双联频哪醇硼酸酯 和频哪醇氯硼烷。